# Pompadour à sa toilette
Pompadour à sa toilette est une huile sur toile de François Boucher de 1750 (avec des ajouts ultérieurs) représentant Madame de Pompadour.
Le format du tableau a changé plusieurs fois après sa création initiale. Il s'agissait à l'origine d'un petit buste rectangulaire, étroitement cadré autour du visage de Pompadour. Boucher agrandit plus tard la toile avec plusieurs bandes rectangulaires, ajoutant ainsi la scène de toilette environnante.
À la fin du XVIIIe siècle, le tableau fut de nouveau ajusté pour lui donner un format ovale.
Le tableau est significatif pour sa représentation de Pompadour en train d'appliquer son maquillage rouge. Les historiens de l'art ont interprété la représentation du maquillage dans la scène comme une exploration de la capacité de Pompadour à façonner sa propre image,.